# 仲星火
仲星火（1924年2月5日—2014年12月25日），安徽亳县人，中国演员。

## 演员生涯
1946年进入山东大学文艺系学习，在校期间参加剧团演出，次年进入中国人民解放军山东军区文工团。中华人民共和国建国后，在上海电影制片厂任演员，先后出演数十部故事片，并曾因《李双双》中的孙喜旺和《巴山夜雨》中的乘警老王，先后获得百花奖和金鸡奖的最佳男配角奖。在1980年的电影《天云山传奇》中，他饰演反派角色吴遥。
2014年12月25日11时52分在上海黄浦医院病逝，享年90岁。

## 主要作品

### 参演电视剧
- 2002年，《豪门惊梦》
- 2001年，《婆媳过招》
- 1997年，《寇老西》
- 1996年，《爱情女侦探》
- 1993年，《小绍兴传奇》
- 1993年，《满天星》
- 1986年，《聊斋之《八大王》

### 参演电影
- 2014年，《毛泽东在上海1924》
- 2012年，《飞越老人院》
- 2009年，《建国大业》
- 1999年，《红伶奇冤》
- 1991年，《有情人》
- 1985年，《绝处逢生》
- 1980年，《405谋杀案》
- 1959年，《今天我休息》
- 1956年，《铁道游击队》